# Рова (острови)
Острови Рова (також відомі як Рифові острови)  — незаселений архіпелаг у провінції Торба, Вануату в Тихому океані. Рова є частиною більшого архіпелагу островів Бенкса. Острови є природним кордоном між Меланезією і Полінезією; це одне з найкрасивіших місць у південній частині Тихого океану та невід’ємна частина величезної системи атолів і рифів. 

## Географія
Острови Рова складаються з 15 мальовничих коралових рифів. Вони розташовані між Урепарапара, Вануа-Лава і Мота-Лава. Орієнтовна висота місцевості над рівнем моря становить приблизно 5 м. Великий кораловий риф у формі підкови обрамляє острови. Під час відливу вода між п'ятьма островами, розташованими в лагуні, настільки мілка, що їх можна пройти пішки. Рослинність на островах низька і чагарникова. З усієї групи островів дерева ростуть лише на головному острові Рова, що робить його візуально вищим, ніж він є насправді.
В архіпелазі 15 островів. Серед них Антвет, Ентвот (має руїни старого села), Ломеур, Моїе, Восу, Вотанса, Рова (головний острів), Ро, Санна, Петен і Лавап (найменший).

## Населення
Ці низинні острови стали незаселеними у 1939 році, коли місцеві жителі були змушені покинути острови після сильного тропічного циклону. Вони назавжди переїхали на сусідні острови Урепарапара, Вануа-Лава та Мота-Лава. Свідчення їхнього проживання на острові досі можна побачити на головному острові Рова — кам’яні стіни поселень і садів[6]. Орієнтовна кількість жителів островів до евакуації складало 20 осіб. Вони розмовляли мовою лейоп.

## Назва
Назва Rowa походить від спроби транскрипції назви Roua [roua], терміна для позначення острова мовою Мота, яка використовувалася як основна мова Меланезійської місії. І в Löyöp, і в Mwotlap воно згадується як Ayō [ajʊ] (з локативним префіксом a-). Усі ці терміни походять від прото-торрес-банківської форми *Roua [ro.u.a].